# American Pop
American Pop è un film d'animazione statunitense del 1981 diretto da Ralph Bakshi. Quarto lungometraggio d'animazione presentato in Dolby, il film è un'epopea che attraversa più di cinquant'anni di musica americana attraverso la storia immaginaria di quattro generazioni di una famiglia emigrante di ebrei sovietici degli inizi del XX secolo. Il film fu distribuito negli Stati Uniti dalla Columbia Pictures il 13 febbraio 1981.

## Trama
E' la storia di quattro generazioni di una famiglia emigrante di ebrei russi col sogno di affermarsi nella musica. Il primo protagonista è Zalmie Belinsky, figlio di un rabbino ebreo russo di nome Jaacov che rimane ucciso dai cosacchi durante un pogrom. A causa di questo feroce attacco, è costretto ad emigrare negli USA assieme alla madre. Di famiglia ovviamente poverissima, già da piccolo bazzica nei locali notturni per elemosinare e dare una mano alla madre che lavora come sarta. Una sera incontra Louie, il proprietario di un club di burlesque che, soltanto dal dare i dépliant ai clienti per seguire le canzoni delle ballerine, ne intuisce il potenziale e lo fa lavorare con lui. Crescendo, Zalmie si affeziona a Louie e ai suoi collaboratori che l'adotteranno poco dopo la morte della madre, uccisa dall'incendio della fabbrica Triangle dove lavorava. Mentre lavora a tempo pieno con Louie, Zalmie coltiva il sogno di diventare un cantante anche se l'entrata nella fase della pubertà, segnerà un grande ostacolo alla sua carriera in quanto la sua voce cambia. Quando l'America entra nella Prima Guerra Mondiale, Zalmie viaggia in Europa facendo performances per le truppe affinché il loro morale sia sollevato; durante una pantomima in cui si trova ad interpretare la parte finale di un cavallo, Zalmie viene colpito alla gola durante un raid aereo tedesco che farà terminare i sogni dell'uomo di diventare un cantante.
Rientrato in America, inizia a lavorare come clown in un club dove incontra Bella, una spogliarellista dotata di talento per la musica che lui, con le sue conoscenze e la passione che ha sempre avuto, incoraggia a diventare una cantante, innamorandosene. Dopo poco, Bella rimane incinta del loro unico figlio Benny e Zalmie chiede al boss mafioso Nicky Palumbo di dargli del denaro affinché la possa sposare e il boss acconsente. A causa della frequentazione dei night dove Bella lavora (siamo nell'epoca del proibizionismo), Zalmie entra nel giro della mafia arrivando presto a far carriera, come uomo di fiducia di Nicky Palumbo. In una faida tra bande di gangster però Bella muore a causa di un pacco bomba destinato al marito, lasciando Zalmie ed il piccolo Benny. Il bambino è dotato di un precoce talento, nonostante sia introverso, e crescendo diventa un pianista molto promettente, suona nei locali ed è richiesto dai discografici ma non considera questa carriera seriamente. Dopo aver sposato la figlia di Nicky Palumbo in un matrimonio combinato da Zalmie e dal boss, Benny si arruola nell'esercito americano perdendo la vita nella seconda guerra mondiale, dopo aver suonato la canzone "Lili Marlene" al pianoforte all'interno di un edificio distrutto, ucciso dai colpi di mitragliatore di un soldato tedesco. Prima di partire per il fronte concepisce il suo unico figlio, Tony.
Siamo ormai negli anni sessanta e Tony, ormai adolescente, è un ragazzo irrequieto: non accetta il secondo matrimonio della madre che non ha mai dimenticato il suo primo marito, né, tantomeno, il suo fratellastro e la sua sorellastra sempre intenti a vedere la tv ed ai quali non importa nulla di suo padre, eroe militare. Rifiuta, ovviamente, di far parte della malavita organizzata, ispirato dal nonno Zalmie che testimonia contro i suoi ex consociati e Palumbo, così fugge via, prendendo i suoi risparmi e rubando l'auto di sua madre. Vagabonda per gli Stati Uniti raccogliendo ballerine, ubriaconi ed altri personaggi durante il suo viaggio finché l'auto non resta a secco. Da lì ognuno per la sua strada. A notte fonda arriva in un diner in Kansas, dove trova lavoro come lavapiatti per una sola serata, alla fine della quale ha una relazione di una notte con la cameriera che, intenerita, gli aveva offerto il lavoro.
Continua a viaggiare per gli States, anche a bordo di un treno dove un vagabondo gli insegna una canzone all'armonica, finché non arriva a San Francisco, capitale della nuova musica rock che si stava sviluppando in quel periodo. Finisce per incontrare i Jefferson Airplane di cui diviene paroliere e ad avere una relazione con Frankie Heart. Nonostante il successo, Tony inizia a diventare tossicodipendente, dopo una caduta dal palco mentre era sotto l'effetto degli acidi durante uno show di Frankie. Anche la band inizia a sgretolarsi, a causa della dipendenza di Frankie dall'eroina divorziando dal marito, il batterista Johnny Webb, dopo solo due settimane di matrimonio. Così, sola e distrutta, Frankie inizierà una relazione con Tony all'insegna dell'amore e delle droghe. In Kansas, l'abuso di alcol e droga portano Frankie in overdose prima di esibirsi per Jimi Hendrix con la band. Lì, Tony incontra un bambinetto dai capelli biondi e gli occhi azzurri: egli è Pete o Little Pete, il figlio avuto da quella notte d'amore con la cameriera del diner.
Morta Frankie per overdose e distrutto dalla tossicodipendenza, la carriera di Tony finisce in miseria, diventando spacciatore anche se rimarrà pieno di debiti. Per cercare di sopperire alla mancanza di denaro, Tony fa esibire Pete, rimasto con lui, per strada suonando la chitarra e con quel poco che riesce a racimolare come soldi, Tony li prende per comprarsi la droga. Un giorno, Tony vuole vendere la chitarra di Pete, cosa che fa infuriare non poco il giovane e, in una panchina a Central Park Tony gli confessa di essere suo padre e gli racconta dei suoi genitori. Finita la storia, Tony regala al figlio la sua armonica prendendosi la sua chitarra e dicendogli di aspettarlo lì. Il giorno successivo, un ragazzo si avvicina a Pete dandogli un piccolo pacco contenente della droga e la ricevuta del negozio di pegni dove sta la sua chitarra; Pete chiede al ragazzo se il padre gli ha lasciato detto nulla e l'uomo gli dice "Mi ha detto solo di dirti.. Addio", prima di andarsene.
Rimasto solo, Pete cresce diventando uno spacciatore di droga senza mai farne uso e dedicandosi alla musica con l'intento di sfondare un giorno. Ormai siamo negli ottanta e Pete arriva ad essere anche lo spacciatore di varie band musicale di gran successo. Un giorno si presenta da una di loro negli studi di registrazione con una valigetta contenente, oltre alla cocaina, testi e spartiti scritti da lui. Sebbene inizialmente i membri della band sono alquanto sorpresi, Pete minaccia loro di non dargli la cocaina e di andarsene; interviene allora il manager e produttore della band al quale chiede di fargli suonare i suoi brani ma, sentendo di nuovo un no per risposta, Pete fa per andare via. Allora il chitarrista della band gli dice "Ehi, ne ascoltiamo solo una."
Rincuorato, Pete apre la valigetta e dà agli altri membri della band lo spartito della sua canzone, iniziando a suonare al pianoforte la canzone "Night Moves" di Tom Seger. Tutti intuiscono il suo potenziale e di lì a poco, Pete diventa una superstar osannato da tutti e riuscendo, finalmente, a coronare il tanto agognato sogno di cantare e di fare musica, onorando così i vari tentativi falliti del padre Tony, del nonno Benny e del bisnonno Zalmie.

## Produzione
Dopo le lotte produttive de Il Signore degli Anelli, Bakshi decise che era il momento di lavorare a qualcosa di più personale. Propose American Pop al presidente della Columbia Pictures Dan Melnick come un film con un'estesa colonna sonora di canzoni che avrebbero avuto un contesto completamente nuovo in giustapposizione alle immagini. Benché il film non rifletta le esperienze personali di Bakshi, i suoi temi furono fortemente influenzati da individui che aveva incontrato a Brownsville. Anche in questo caso la maggior parte dell'animazione fu realizzata attraverso il rotoscope, un processo in cui riprese dal vivo con attori vengono ricalcate dagli animatori. Tuttavia, il film utilizza anche una varietà di altri mezzi misti, compresi acquerelli, computer grafica, riprese dal vivo e filmati d'archivio. Nel film appare anche il gruppo rock Fear; il cantante Lee Ving è accreditato con il nome Lee James Jude.